# Joseph B. Gill
Joseph B. Gill (* 17. Februar 1862 bei Marion, Illinois; † 22. September 1942 in San Bernardino, Kalifornien) war ein US-amerikanischer Politiker. Zwischen 1893 und 1897 war er Vizegouverneur des Bundesstaates Illinois.

## Werdegang
Joseph Gill besuchte die öffentlichen Schulen in De Soto und Murphysboro. Im Jahr 1884 absolvierte er die Southern Illinois Normal School in Carbondale. Nach einem anschließenden Jurastudium an der University of Michigan in Ann Arbor wurde er 1886 als Rechtsanwalt zugelassen. Er hat aber nicht in diesem Beruf gearbeitet. Stattdessen wurde er journalistisch tätig. Bis zum 1. Januar 1891 war er Mitherausgeber der Zeitung Murphysboro Independent. Politisch schloss er sich der Demokratischen Partei an. Zwischen 1888 und 1892 saß er für zwei Legislaturperioden im Repräsentantenhaus von Illinois.
1892 wurde Gill an der Seite von John Peter Altgeld zum Vizegouverneur von Illinois gewählt. Dieses Amt bekleidete er zwischen dem 10. Januar 1893 und dem 11. Januar 1897. Dabei war er Stellvertreter des Gouverneurs. Aufgrund einiger Erkrankungen des Gouverneurs musste er diesen tatsächlich öfters vertreten. Dabei gelang es ihm auch, einen größeren Bergarbeiterstreik in Illinois friedlich zu beenden. Im Jahr 1896 verzichtete er auf eine weitere Kandidatur.
Nach dem Ende seiner Zeit als Vizegouverneur war er für einige Monate Mitglied der Schlichtungsbehörde seines Staates (Stateboard of Arbitration). Dann zog er noch im Jahr 1897 aus gesundheitlichen Gründen nach San Bernardino in Kalifornien. Er wurde Vorsitzender der dortigen Handelskammer (Board of Trade). Außerdem wurde er Vorsitzender der Straßenbehörde (Highway Commission) im San Bernardino County. In seiner neuen Heimat wurde er auch in der Holzbranche tätig. Überdies stieg er in das Bankengewerbe ein und wurde Präsident bzw. Direktor verschiedener lokalen Banken. Nach dem Jahr 1922 verliert sich seine Spur.